# Helena Stollenwerk

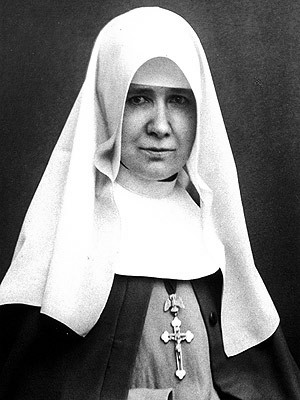
Sel. Sr. Maria Virgo Stollenwerk (1852–1900)

Helena Maria Stollenwerk SSpS (* 28. November 1852 in Rollesbroich, Nordeifel; † 3. Februar 1900 in Steyl, Niederlande) war eine deutsche Ordensschwester und Ordensgründerin.

## Leben und Wirken
Helena Stollenwerk wuchs auf einem großen Bauernhof in Rollesbroich auf, auf dem vier Generationen ihrer Familie, darunter acht Geschwister aus der ersten Ehe ihres Vaters, lebten. Nach dem frühen Tod ihres Vaters heiratete die Mutter erneut und es kamen dadurch drei Stief- und eine Halbschwester hinzu. Geprägt durch dieses Umfeld sowie das frühe Erlebnis von Krankheit und Tod in der Familie, begann sich Helena Stollenwerk schon im Alter von zehn Jahren für das Kindermissionswerk und im Besonderen für die Not in China zu interessieren.
Bei einer Wallfahrt nach Aachen hörte Helena Stollenwerk 1881 von Arnold Janssen und dessen Missionsgesellschaft. 1882 ging sie als Haushaltshilfe in das Missionshaus St. Michael im niederländischen Steyl, das von dem Generalsuperior der Steyler Missionare, Pater Arnold Janssen, 1875 gegründet und geleitet wurde. Zusammen mit Janssen, der Ordensschwester Hendrina Stenmanns und einigen weiteren Schwestern gründete Helena Stollenwerk 1889 die Steyler Missionsschwestern. 1891 legte sie die ersten Profess ab und nahm den Ordensnamen Maria an. Wenig später wurde sie erste Oberin der neuen Kongregation. Auf Wunsch P. Arnold Janssens legte sie 1898 dieses Amt nieder, um die Steyler Anbetungsschwestern mitzugründen, wo sie den Ordensnamen Maria Virgo führte. Dort konnte Sr. Maria Virgo jedoch nur noch eine kurze Zeit wirken, da sie bereits am 3. Februar 1900 infolge einer Gehirnhautentzündung starb.

## Seligsprechung und Gedenken
Am 7. Mai 1995 sprach Papst Johannes Paul II. Sr. Maria Virgo selig. Ihr Gedenktag ist der 28. November.
Ein Gebäude des Vinzenz-Heims ist nach Helena Stollenwerk benannt.